# Institute of Culinary Art

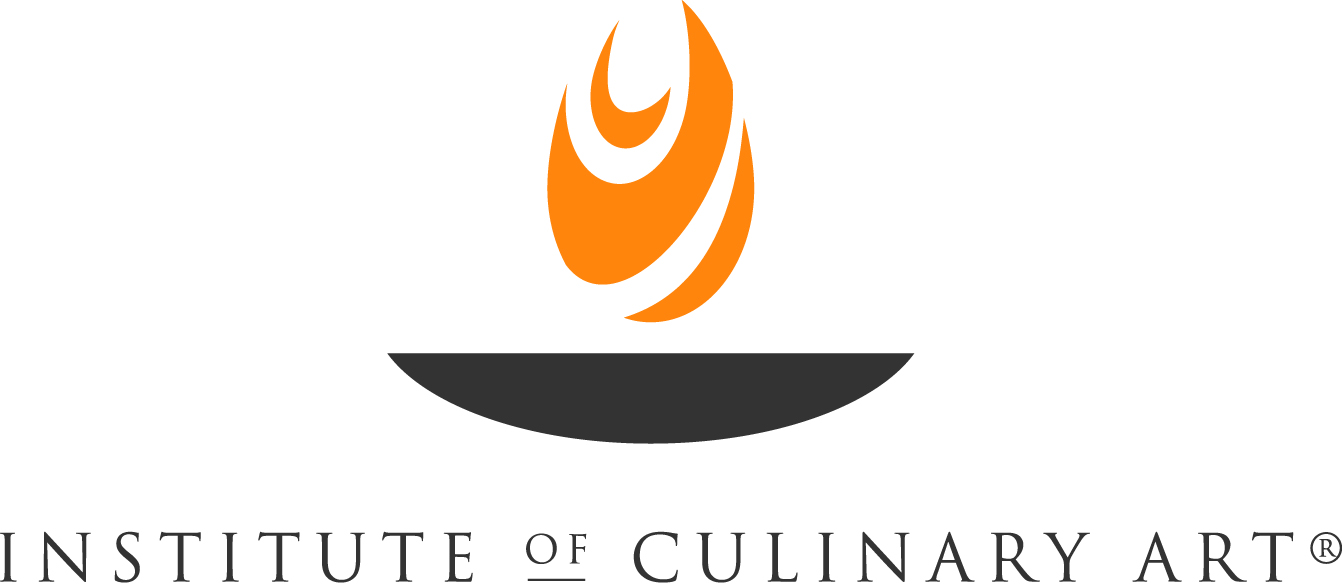
Logo des Institute of Culinary Art

Das Institute of Culinary Art (ICA) in Zarrentin am Schaalsee ist eine 2006 von Gerhard Bruder gegründete private Bildungseinrichtung, die eine Akademie zur Ausbildung von Fachkräften in der Gastronomie und Hotellerie unterhält. Seit 2010 ist die Akademie eine „staatlich anerkannte Einrichtung der Weiterbildung“.

## Ausbildungsgänge
Das Institute of Culinary Art bietet berufsbegleitende Fernlehrgänge für die gastgewerblichen Berufe Koch, Hotelfachmann, Restaurantfachmann, Fachmann für Systemgastronomie, Hotelkaufmann und Fachkraft im Gastgewerbe mit staatlichen Abschlüssen an. Es stellt in Deutschland eine Alternative zum dualen Ausbildungssystem dar, welches in diesen Branchen aus einem dreijährigen Praktikum besteht, wobei etwa 20 Prozent der Zeit in der Berufsschule verbracht werden. Die Ausbildung wird dadurch jenen Menschen ermöglicht, die nicht die erforderlichen Voraussetzungen für das duale System vorweisen können (beispielsweise Schulabschluss oder abgeschlossene Berufsausbildung) und ermöglicht über einen durchgängigen Weiterbildungsweg Abschlüsse zum ICA Prozessmanager.
Als Einstiegsqualifikation müssen dafür mindestens zwei Jahre Berufserfahrung in der Gastronomie nachgewiesen werden.
Folgende Zertifizierungen werden für diese Zielgruppen angeboten:
- ICA Prozessmanager: Ausbildung in neun Modulen für Mitarbeiter aus dem Industriebetrieb.
- Assistant Foodservice Manager (IHK): Basisausbildung für Köche/Küchenleiter (bzw. Nachwuchskräfte) sowie (angehende) Betriebsleiter, Vertriebsmitarbeiter, Hotel- und Restaurantkräfte.
- Foodservice Manager (IHK): Ausbildung zur Führungskraft in der Gastronomie. Die Zielgruppe umfasst Betriebsleiter, Nachwuchsführungskräfte, Key Account Manager und Verkaufsleiter.

## Module
Es werden zurzeit 9 Module ausschließlich im Fernunterricht angeboten. Die Dauer der Module beträgt 3 Monate. Diese Zeitdauer berücksichtigt, dass die Teilnehmer den Lehrgang berufsbegleitend absolvieren und wöchentlich rund 5 Stunden Lernaufwand treiben.
Die Module schließen mit einem Multiple-Choice-Test (bestanden mit 50 %) und einer Gruppenprüfung ab.
Zusätzlich ist man danach berechtigt, die Ausbildung zum „Geprüften Wirtschaftfachwirt (Bachelor Professional CCI)“ anzutreten (Vorbehaltlich der gesetzlichen Novellierung).

## Netzwerk
Das Institute of Culinary Art unterhält ein Netzwerk aus Vertretern der Cateringbranche, welche auf regelmäßig stattfindenden Treffen die Entwicklungen und Trends dieses Bereiches analysieren. Schirmherr dieses Netzwerkes ist Franz Josef Radermacher, Vorstand des Forschungsinstituts für angewandte Wissensverarbeitung.

## Auszeichnung
Das Institute of Culinary Art ist Preisträger 365 Orte 2011 der Initiative Deutschland – Land der Ideen.

## Ähnliche Organisationen
Das Institute of Culinary Art ist nicht zu verwechseln mit dem International Institute of Culinary Arts (IICA) in Neu-Delhi, dem Pacific Institute of Culinary Arts(PICA) in Vancouver, dem Culinary Arts Institute (CAI) in Varna, dem Institute of Culinary Education in New York oder dem Institute of Culinary Arts in Karachi.